# Speyeria chitone
Speyeria chitone är en fjärilsart som beskrevs av Edwards 1879. Speyeria chitone ingår i släktet Speyeria och familjen praktfjärilar. Inga underarter finns listade i Catalogue of Life.